# Цегельський Ігнатій Михайлович
Ігна́тій Цегéльський (13 грудня 1886, Кам'янка-Струмилівська, нині Кам'янка-Бузька — 8 червня 1970, Львів) — український церковний і громадський діяч, греко-католицький священник. Син священника та громадського діяча Михаїла Цегельського та Анізії із Дзеровичів. Батько о. Артемія Цегельського, прадід Олега Тягнибока.

## Короткий життєпис
Початкову школу Ігнатій закінчив у Кам'янці-Струмиловій, потім вчився у Державній реальній гімназії у Львові, яку закінчив у 1904 році. У 1905 році поступив на теологію у Львівський університет. Після закінчення навчання в 1909 році на відмінно, Митрополит Андрей Шептицький направив Ігнатія на вищі теологічні студії до єзуїтської колегії при Інсбруцькому університеті, де він написав свою першу дисертацію, яка була прийнята до захисту, але згодом повідомили, що він не може бути докторизований. Причиною того став виступ І. Цегельського на так званому Велеградському з'їзді, де він обстоював право помісності Української церкви, що не сподобалося єзуїтам. Докторат І. Цегельський отримав згодом у Відні на підставі іншої дисертації.
12 грудня 1912 року Ігнатій одружився з Ольгою Левинською, а вже 29 грудня 1912 року Андрей Шептицький рукоположив його у Соборі святого Юра та направив до Стрия як сотрудника, а з вересня 1913 року о. І. Цегельський був призначений катехитом стрийських шкіл.
Коли у Стрию др. Євген Олесницький, адвокат і посол до парламенту, створив місцевий комітет, з метою допомоги організації легіону Січових Стрільців, його запропонували очолити о. І. Цегельському. Цей комітет дбав, переважно, про харчування добровольців. Коли австрійська армія під тиском російських військ відступила, о. І. Цегельський із сім'єю виїхав до Угорщини. В Будапешті зголосився до війська на військового капелана. Згодом отримав звання капітана і був призначений деканом для всіх греко-католицьких капеланів в Угорщині. Після Листопадового перевороту 1918 року о. Ігнатій повернувся до Стрия і знову зайняв свою посаду катехита. Був членом дипломатичної місії, яку уряд ЗУНР посилав до Будапешту.
У 1920 році о. Ігнатія Цегельського перевели на катехитуру до Городка, де він пробув до 1929 року. Згодом був призначений адміністратором парохії в с. Мшана недалеко Городка. Одночасно ректор Богословської Академії о. Йосиф Сліпий запросив отця-доктора І.Цегельського як допоміжного професора для викладання морального богословія. У 1937 році Митрополит Шептицький перевів його до Великого Любіня та призначив деканом Городоцьким.
о. Ігнатій Цегельський був активним громадським діячем, — член управи товариства «Відродження», яке своєю головною метою мало боротьбу з алкоголізмом. У цьому статусі він брав участь у міжнародному антиалкогольному Конгресі в 1936 році у Варшаві. Також опікувався Марійськими дружинами, був членом-засновником Богословського Товариства. Багато дописував до церковно-суспільного часопису «Нива», а також до різних інших видань, переважно на антиалкогольні теми. У 1932 році видав книжечку «Дещо про церкви і Чудотворну Ікону в Камінці Струмиловій».
У 1942 році переїжджає до Кам'янки-Струмилової, де працює сотрудником у свого батька — о. Михаїла. Після смерті 5 квітня 1944 року о. Михаїла Цегельського, о. Ігнатій Цегельський став парохом Кам'янки-Струмилової і деканом Камінецьким.
З приходом радянської влади о. Ігнатій Цегельський одним з перших зазнав арешту. У «Витягу із переліку практичних заходів на виконання плану НКДБ УРСР стосовно УГКЦ від 15 березня 1945 року» в пункті 5 зазначено: «В целях подбора документации для предстоящих арестов руководства униатской церкви, изобличающей униатских священиков в проведении активной пособнической деятельности в пользу немцев и непосредственной связи с ОУН-УПА, санкционировать УНКГБ аресты: …» І далі — список тринадцяти осіб, у якому на першому місці стоїть ім'я Ігнатія Цегельського. У доповідній записці народному комісару державної безпеки СРСР Меркулову від начальника Управління НКДБ Львівської області Вороніна, в якій описано, що зроблено і який компромат зібрано на священників та близьких до Церкви осіб, знову під номером один згадується о. Ігнатій. Як наслідок о. Ігнатія Цегельського було арештовано — 17 березня 1945 року.
8 квітня 1945 року в газеті «Вільна Україна» у статті «З хрестом чи мечем» під псевдонімом В.Росовича (псевдонім Ярослава Галана) спрямованій проти Української Греко-Католицької Церкви, як приклад «ганебної ролі» священників, повідомляється, що «син колишнього екзарха уніатської церкви в Києві священик Гнат Цегельський з м. Кам'янка-Бузька, постачавши німців гарматним м'ясом своїх парафіян, виступив перед своїми жертвами з промовою і на прощання вручив їм… прапор, збережений його батьком іще з часів короткотривалого панування Скоропадського».
15 грудня 1945 року отцю Ігнатію Цегельському оголосили вирок — 10 років ув'язнення. Відбував його він у таборах Мордовії, в Потьмі, в Кемерово.
У 1955 році о. І. Цегельський повернувся до Львова.
Але й надалі він непокоїв своєю священницькою діяльністю комуністичну владу. Яскравим свідченням цього може служити «Доповідна завідувачів відділів ЦК КПУ Г. Шевеля та В. Цвєткова першому секретареві ЦК П.Шелесту про діяльність уніатів на Львівщині» від 5 лютого 1970 року. В цьому документі о. І. Цегельського названо «уніатським авторитетом» і розглядається його «активний вплив» на людей поряд із діяльністю владики Василя Величковського. Також вказано перелік осіб, що підпадали під цей вплив: доцент медінституту Білинський Б. Т., лікар Назаркевич В. Ю., вчителька Купчик В. В., редактор телебачення Паламарчук К. Р. та інші.
Помер о. Ігнатій Цегельський 8 червня 1970 року в Львові, похований в одній могилі з дружиною на 18 полі Янівського цвинтаря.

## Нагороди
- Духовний хрест заслуг ІІ ступеня на біло-червоній стрічці (нім. Geistliches Verdienstkreuz 2. Klasse am weissroten Bande)[3]

### Праці
- «Einheit und Gliederung der Bergpredigt»;
- «Оборона Унії»;
- «Про апостола Юду-Тадея»;
- «Про чудотворну ікону Божої Матері в Кам'янці-Струміловій» (1934);
- Статті у журналі «Нива» на катехитичні теми.